# آلدو بوفی
آلدو بوفی (به ایتالیایی: Aldo Boffi) بازیکن فوتبال و اهل ایتالیا است که از سال ۱۹۳۸ میلادی عضو تیم ملی فوتبال ایتالیا بوده و در ۲ بازی ملی حضور داشته‌است. او در بازی‌های ملی‌اش گلی به ثمر نرساند.
آلدو بوفی آخرین بازی ملی خود را در سال ۱۹۳۹ میلادی انجام داد.